# Пандар
Пандар е герой от Омировата „Илиада“, син на Ликаон и прочут стрелец. Пандар, който предвожда войската от град Зелея и се бори на страната на Троя в Троянската война, се появява за първи път във Втора книга на „Илиада“. В Четвърта книга ранява със стрела Менелай, нарушавайки така временното затишие за преговори, които иначе можели да доведат до мирното връщане на Хубавата Елена. После ранява със стрела и Диомед, който на свой ред го убива с копие в главата.
Пандар е герой на поемата „Енеида“ на Виргилий като спътник на Еней.
През средните векове Пандар се появява като персонаж в поемата на Джефри Чосър „Троил и Кресида“ (1370), както и в едноименната пиеса на Уилям Шекспир от 1609 г. В двете произведения Пандар е активен посредник между племенницата си Кресида и чезнещия по нея троянски принц Троил, по-млад брат на Парис и Хектор. Тази романтична история не се среща в класическата древногръцка митология, а е измислена през 12 век. Както Пандар, така и други герои от историята, чиито имена са заети от „Илиада“, са напълно различни от едноименните Омирови прототипи.
Благодарение на този сюжет, измислен от Чосър и доразвит от Шекспир, в английския език се появява думата pander, която означава „сводник“, „своднича“